# Sankichi Sakata
Pour les articles homonymes, voir Sakata.
Sankichi Sakata est un  joueur de shōgi japonais né le 1er juillet 1870 et mort le 23 juillet 1946. Surnommé le « meijin (maître) d'Osaka », sa vie a inspiré une pièce de théâtre qui a été adaptée en plusieurs films.

## Biographie
Sankichi Saktata est né le 1er juillet 1870 dans l'ancien village d'Henomatsu dans le comté de Ōtori-gun de la province d'Izumi, dans l'ancienne préfecture de Sakai (aujourd'hui dans l'arrondissement de Sakai-ku de la ville de Sakai, dans la préfecture d'Osaka).
Il devint joueur professionnel de shōgi au milieu des années 1890 et était reconnu comme 4e dan de shōgi en 1903. Le 9 octobre 1910, fut fondé le Kansai Shozaku Kenkyukai (un groupe de joueurs de shōgi du Kansai) sous les auspices de l'Osaka Asahi Shimbun. Le groupe était dirigé par Sakata.
En avril 1913, Sakata effectue son premier voyage à Tokyo. Les 6 et 7 avril, il affronte Kinjirō Sekine dans une partie qu'il gagne, puis il perd une partie contre l'élève de Sekine, Ichitarō Doi (6e dan à l'époque). En juillet 1913, Sekine est en visite à Osaka. Sekine perd une partie le 14 juillet. Un match entre les deux joueurs fut planifié par le comte Yanagisawa Yasutoshi (ja) mais Sekine tomba malade et se retira avant le match. En 1914, Sekine vient à nouveau à Osaka et bat Sakata. En 1917, le comte Yasutoshi parvient à organiser un match entre Sekine et Sakata qui disputent six parties. Sakata en gagne quatre et Sekine deux. En 1919, Doi visite Osaka et affronte Sakata et remporte la partie.
À la mort du 12e Meijin Gohei Ono, en 1921 à 91 ans, Kinjirō Sekine fut désigné treizième meijin à vie sans qu'un match ne fut organisé contre ses rivaux Sankichi Sakata et Ichitarō Doi.
Le 12 mars 1925, le Osaka Asahi Shinbun publia un article intitulé : « Le 8e dan Sakata est recommandé comme meijin (maître) par de nombreuses personnes influentes de la région du Keihanshin ». Dans cet article, Sakata acceptait la proposition de plus de 80 personnes influentes du monde financier de la région de Keihanshin, avec l'approbation du comte Yanagisawa, de porter le titre de meijin. En réaction, l'« Association de shōgi de Tokyo » fondée par Sekine en 1924 tint une réunion d'urgence le lendemain de la publication de l'article. Elle publia une résolution qui déclarait qu'elle n'approuvait pas la promotion de Sakata au rang de meijin (maître), rappelant qu'il ne pouvait y avoir qu'un seul meijin et que Sekine était toujours en vie. Une cérémonie d'intronisation de Sakata fut organisée par ses partisans à Osaka le 10 avril 1925. Une résolution contraire de l'Association de shōgi de Tokyo répondit le 16 avril 1925 à cet événement en appelant Sakata le « présumé meijin ».
En 1927, l'organisation du Kansai rejoignit l'association de shōgi de Tokyo pour fonder l'ancêtre de la fédération japonaise de shogi dont Sekine fut nommé président.
Tandis que Sakata continuait à se faire appeler meijin à Osaka, Sekine, âgé de 60 ans, déclara en  1929, à la surprise générale, qu'il abolirait la tradition des meijin à vie et abandonnerait son titre de meijin à vie à soixante dix ans (en 1937). La Fédération japonaise de shōgi publia en 1935 son projet de décerner chaque année un titre de meijin à l'issue d'un tournoi, dont la première édition aurait lieu en 1936 et 1937.
En septembre 1933, à 63 ans, Sakata prit sa retraite de collaborateur du journal Osaka Asahi Shinbun où il était employé à temps partiel depuis 1909.
Sakata ne fut pas invité à participer au tournoi de désignation du nouveau meijin de 1936-1937. Il sortit de sa retraite en juin 1936 pour envoyer dans un journal un défi aux deux principaux rivaux : Yoshio Kimura et Chōtarō Hanada.  Kimura et Hanada acceptèrent le défi ainsi que les conditions : les confrontations devaient avoir lieu dans un temple de Kyoto avec comme spectateurs uniquement les arbitres. Le match entre Sakata et Kimura eut lieu du 5 au 11 février 1937 au temple Nanzen-ji de la ville de Kyoto. Le match entre Sakata et Hanada eut lieu du 22 au 28 mars au temple Tenryū-ji de Kyoto. Sakata perdit les deux matchs. L'année suivante, il participa au deuxième tournoi de désignation du meijin de 1938 avec un total de 7 victoires et huit défaites.
Sakata mourut en 1946 à Osaka. Peu de temps après sa mort, une pièce de théâtre sur la vie de Sakata : Ōshō (ja) (Le joueur d'échecs) fut produite en 1947 par Hideji Hōjō et adaptée au cinéma en 1948 par le réalisateur Daisuke Itō. Neuf ans après la mort de Sakata, la fédération japonaise de shōgi lui décerna le titre de « meijin posthume » en 1955. Sakata est le seul joueur à avoir reçu ce titre.